# When It's Time to Rock
When It's Time to Rock è un singolo del gruppo musicale inglese UFO, pubblicato nel 1983. È arrivato al 70º posto nella Official Singles Chart.

## Tracce
Lato A
1. When It's Time to Rock – 5:27 (Chapman, Mogg)

Lato B
1. Everybody Knows – 3:33 (Chapman, Mogg)